# Turricula parryi
Turricula es un género monotípico de plantas con flores perteneciente a la familia Boraginaceae. Su única especie: Turricula parryi. Es endémica de California y Baja California  y se puede encontrar en el sur de Sierra Nevada y el Valle de San Joaquín sur hasta Baja California.

## Hábitat
Se encuentra en el chaparral, en laderas y crestas  a una altitud de 100-2300 metros. Sus semillas pueden permanecer latentes en el suelo durante largos períodos de tiempo, la planta brota rápidamente cuando se altera el suelo o después de un incendio forestal. Es muy común en las zonas quemadas por incendios forestales en las montañas del sur de California.

## Descripción
Crece alcanzando un tamaño moderado, como arbusto leñoso perenne, ramificado desde la base, pero con tallos principales que se extiende hasta 3 metros. Las hojas son largas y estrechas, y pueden estar dentadas en el borde, y pueden ser de 4 a 30 cm de largo. Florece de junio a agosto, en grupos (cimas) de atractivas flores de color azul, lavanda o púrpura en forma de campana.  Sus racimos de flores y tallos peludos son similares a los de muchas plantas del género Phacelia, pero se distingue de ellos por su mayor altura.

## Taxonomía
Turricula parryi fue descrito por (A.Gray) J.F.Macbr. y publicado en Contributions from the Gray Herbarium of Harvard University 49: 42. 1917.
Sinonimia
- Nama parryi A. Gray